# Geometría (revista)
Geometría es una revista técnica española editada por el Estudio Seguí. Está dedicada a la divulgación de investigaciones sobre arquitectura y planificación urbanística, así como otros temas relativos a la ordenación del territorio. Fue fundada en 1985 y tiene una periodicidad semestral, aunque también publica números monográficos sin periodicidad definida. La revista se distribuye en las principales ciudades de España, Europa y Sudamérica.
Desde su fundación, la revista ha recibido el Premio Nacional de Ediciones de Investigación y Erudición del Ministerio de Cultura de España y el Premio "J. Mª Aguirre" de la Fundación Praga en el apartado de "Ordenación del Territorio, Urbanismos y Vivienda". 
Los números monográficos editados por la revista han estado dedicados a la Alhambra, Antequera, Ronda, Granada, Córdoba y Baena.